# Jan Říha
Jan Říha (Písek, 1915. november 11. – Prága, 1995. december 15.) csehszlovák válogatott cseh labdarúgó, csatár.

## Pályafutása

### Klubcsapatban
1929-ben az SK Písek csapatában kezdte a labdarúgást. 1937 és 1950 között a Sparta Praha labdarúgója volt, ahol öt bajnoki címet és négy csehszlovák kupát nyert a csapattal. 1950-ben vonult vissza az aktív labdarúgástól.

### A válogatottban
1937 és 1948 között 22 alkalommal szerepelt a csehszlovák válogatottban és nyolc gólt szerzett. Tagja volt az 1938-as franciaországi világbajnokságon részt vevő csapatnak. 1939-ben három alkalommal szerepelt a Cseh–Morva Protektorátus válogatottjában és egy gólt szerzett.

## Sikerei, díjai
Sparta Praha
- Csehszlovák bajnokság[3]
  - bajnok: 1937–38, 1938–39, 1943–44, 1945–46, 1947–48
- Csehszlovák kupa[3]
  - győztes: 1943, 1944, 1946